# Meißnersleithen
Meißnersleithen (oberfränkisch: Massdeasch-laidn)  ist ein Gemeindeteil des Marktes Thurnau im Landkreis Kulmbach (Oberfranken, Bayern). Meißnersleithen liegt in der Gemarkung Felkendorf.

## Geographie
0,4 km südlich der Einöde befindet sich die bewaldete Anhöhe Kleetz (561 m ü. NHN), die zu den Erhebungen der Nördlichen Frankenalb zählt. Eine Gemeindeverbindungsstraße führt nach Kleetzhöfe zur Kreisstraße KU 7 (0,4 km westlich) bzw. nach Felkendorf zur Kreisstraße KU 17 (1 km nordöstlich).

## Geschichte
1849 wurde der Ort als „Meisterleite beim Haus“ erstmals schriftlich erwähnt. Der zugrunde liegende Flurname wurde 1812 erstmals erwähnt. Benannt wurde die Flur vermutlich nach dem Familiennamen ihres Besitzers.
Meißnersleithen wurde auf dem Gemeindegebiet von Felkendorf gegründet. Das Anwesen hatte die Haus Nr. 18 von Felkendorf. Am 1. April 1971 wurde Felkendorf im Zuge der Gebietsreform in Bayern in die Gemeinde Limmersdorf eingegliedert, die ihrerseits am 1. Mai 1978 in den Markt Thurnau eingemeindet wurde.

### Einwohnerentwicklung
| Jahr      | 001861 | 001871 | 001885 | 001900 | 001925 | 001950 | 001961 | 001970 | 001987 |
| Einwohner | 4      | 5      | 7      | 6      | 5      | 3      | 4      | 5      | 5      |
| Häuser    |        |        | 1      | 1      | 1      | 1      | 1      |        | 1      |
| Quelle    | [ 11 ] | [ 12 ] | [ 13 ] | [ 14 ] | [ 15 ] | [ 16 ] | [ 17 ] | [ 18 ] | [ 1 ]  |

## Religion
Der Ort ist evangelisch-lutherisch geprägt und nach St. Johannes der Täufer (Limmersdorf) gepfarrt.